# Achille Succi
Achille Succi (* 23. Juli 1971 in Modena) ist ein italienischer Jazzmusiker (Altsaxophon, Bassklarinette, Klarinette, Komposition).

## Leben und Wirken
Achille Succi ist hauptsächlich Autodidakt, besuchte später bei Siena Jazz und bei Dave Liebman Meisterkurse. Zusammen mit Fabrizio Puglisi und Alberto Capelli gründete er die Gruppe „Atman“, mit der er mit Gästen wie Louis Sclavis, Ab Baars und Ernst Reijseger auftrat. Neben seinem eigenen Ensemble und Duo mit dem Bassisten Salvatore Maiore beteiligte sich Succi auch an zahlreichen Musikprojekten, darunter der „Othello Suite“ von Uri Caine, Circulez! von Louis Sclavis, Belcanto von Ettore Fioravanti, Gramelot ensamble von Simone Guiducci, Urban Raga von Paolino Dalla Porta, Nexus von Tiziano Tononi und Daniele Cavallanti, Dolmen Orchestra von Nicola Pisani, P .Centauri Orchestra von Giorgio Gaslini und Eleven von Franco D’Andrea. Succir nahm auch an vielen Alben und Konzerten in Europa und der Welt mit verschiedenen Gruppen und Musikern, auf nationaler und internationaler Ebene, teil. 
Als Gewinner der Pépinières Europeénnes pour jeunes artistes war Succi zu Gast am Rytmisk Musikkonservatorium in Kopenhagen, wo er eine Zusammenarbeit mit dem dänischen Komponisten Pierre Dørge und dessen „New Jungle Orchestra“ begann, die ihn auf Tourneen in Skandinavien, Brasilien und Australien brachte. Als Bandleader hat Succi zwei Alben veröffentlichte, „Shiva's Dance“ und „Terra“, des Weiteren nahm er auch an einem Duo-Projekt mit dem Bassisten Salvatore Maiore teil, mit dem er „Pequenas flores do inferno“ veröffentlichte. Alle diese Werke erhielten von überregionalen Zeitungen und Jazzmagazinen positive Kritiken. Im Bereich des Jazz war er laut Tom Lord zwischen 1991 und 2022 an 108 Aufnahmesessions beteiligt, u. a. auch mit Andrea Centazzo, Garrison Fewell, Ettore Fioravanti, Fabrizio Puglisi, Nicolò Ricci, Tolga During, Dimitri Sillato und Jürg Wickihalder, zuletzt mit Helga Plankensteiner (Jelly Roll Plays Morton).
Succi unterrichtet Saxophon und Klarinette an der Bürgerschule von Nonantola (Modena) und hielt Jazzimprovisationsworkshops und Meisterkurse beim Roccella Jonica Jazz Festival, am Musikinstitut Tonelli (Carpi), in Tollo (Pescara), Corropoli (Teramo), Lecco und Ferrara. Seit 2001 gehört er zu den Dozenten der SienaJazz-Sommerworkshops und seit 2006 unterrichtet er Improvisationstechniken für Klarinette am Konservatorium von Ferrara.

## Diskographische Hinweise
- Achille Succi Trio: Sabato 29/2/92 (Lambicco, 1992), mit Glauco Zuppiroli, Lucio Caliendo
- Shiva's Dance (Artesuono, 2003)
- Achille Succi Ensemble: Terra (Splasc(h) Records, 2006)
- Achille Succi & Salvatore Maiore: Pequenas Flores do Inferno (El Gallo Rojo, 2006)
- Achille Succi, Giovanni Maier, U. T. Gandhi: Three Lines (Artesuono, 2007)
- Gallo & The Roosters: The Exploding Note Theory (El Gallo Rojo 2009), mit Danilo Gallo, Gerhard Gschlößl, Zeno De Rossi, Gary Lucas
- Achille Succi, Alessandro Sacha Caiani & Davide Merlino: Freetrio (Setola di Maiale, 2014)
- Mario Marzi, Achille Succi: Bach in Black (Map Classics. 2016)
- Samo Šalamon, Szilárd Mezei, Achille Succi: Free Sessions Vol. 1: Planets of Kei (Not Two Records, 2017)
- Circles44: In the Grip (2024), mit Joseph Circelli, Massimiliano Amatruda, Andrea Grillini